# Shea Couleé

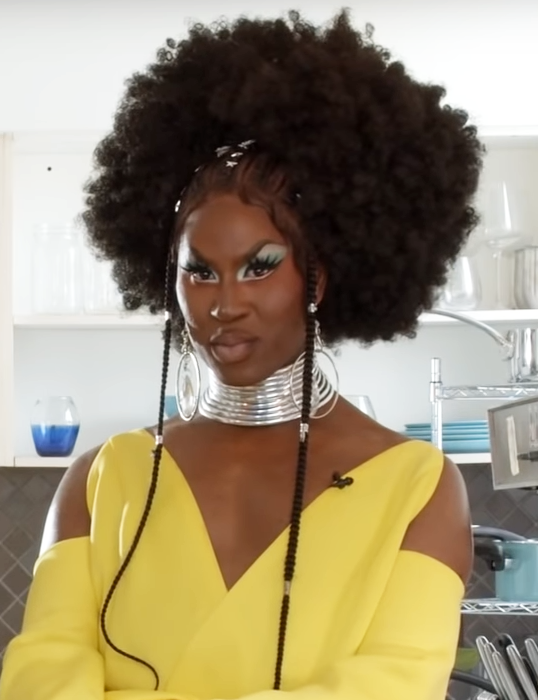
Shea Coulée bei einem Videodreh 2021

Shea Couleé (geboren 8. Februar 1989 in Chicago als Jaren Kyei Merrell) ist eine US-amerikanische Dragqueen und Musikerin. Sie wurde vor allem durch ihre Teilnahmen an RuPaul’s Drag Race sowie des Ablegers RuPaul's Drag Race All Stars bekannt. In der neunten Staffel der Originalserie erreichte sie im Finale den dritten Platz, die fünfte Staffel des Spin-Offs für ehemalige Kandidatinnen gewann sie. Von Mai bis Juli 2022 nahm sie gemeinsam mit sieben anderen ehemaligen Gewinnerinnen an der siebten Staffel von All Stars teil, in der sie erneut im Finale den dritten Platz erreichte.

## Leben
Merrell wurde in Chicago im US-Bundesstaat Illinois geboren, wuchs allerdings zusammen mit vier älteren Geschwistern als Kind einer Pfarrerin in Plainfield auf. Seit dem zweiten Lebensjahr wirkte Merrell in verschiedenen Theaterstücken mit, diese Tätigkeit setzte Merrell bis in die High School fort. 2011 schloss Merrell das Studium am privaten Columbia College Chicago im Fach Kostüm-Design ab. Im letzten Studienjahr war Merrell auch Chefdesigner für die Kostüme des Stücks Das Wintermärchen der Universitäts-Theatergruppe.
Merrell verkündete in einem Interview mit der LGBT-Publikation Them aus dem Jahr 2019, sich als nichtbinär zu identifizieren. Merrell beansprucht aus diesem Grund auch, in geschlechtsneutraler Weise mit dem Pronomen they bezeichnet zu werden, benutzt allerdings im Beruf weibliche Fürwörter.
Merrell ist als drag mother, also eine Art Mentor, für die Dragqueens Kenzie Couleé, Bambi-Banks Couleé sowie Khloe Coulée tätig. Die vier bilden das Maison Coulée, ein House. Dies ist die Bezeichnung für eine in der Ball Culture tätigen Gruppe, in der meist nicht-weiße Mitglieder der LGBT-Gemeinschaft in Balls genannten, künstlerischen Wettbewerben gegeneinander antreten.
Als künstlerische und persönliche Vorbilder nennt Merrell Naomi Campbell, Grace Jones, Beyoncé, Michael Jackson, Josephine Baker, Diana Ross und Stevie Wonder. Merrells Künstlername leitet sich von einer umgangssprachlichen Schreibung des Mittelnamens Kyei (Swahili für schöner Junge) sowie der Obstsauce Coulis ab.

## Karriere

### Anfänge
2012 sollte Merrell eigentlich als Tänzer für die Burleske-Show Jeezy’s Juke Joint in der Bar The Promontory in Chicago engagiert werden. Durch einen Fehler in der per E-Mail versendeten Anfrage absolvierte Merrell allerdings stattdessen dort in einer Solo-Nummer den ersten Dragauftritt. In den Folgejahren trat Merrell als Dragqueen in verschiedenen Örtlichkeiten in Chicago auf, unter anderem in den Clubs Roscoe's, Berlin, Double Door und Hydrate. In der Smart Bar moderierte Merrell Drag-Shows. Zudem präsentierte Merrell zusammen mit der Kollegin Tony Soto deren Drag-Podcast The Tony Soto Show. 

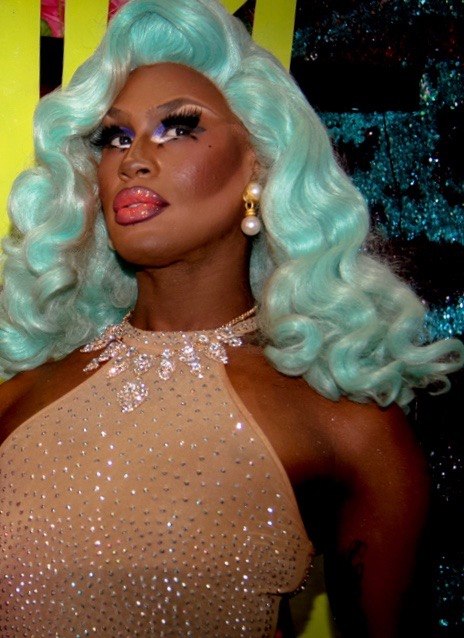
Couleé auf der Dragcon in Los Angeles 2017

### RuPaul’s Drag Race
Couleé hatte sich bereits seit dem Beginn ihrer Karriere fünfmal erfolglos für RuPaul’s Drag Race beworben, bevor sie schließlich Ende 2014 als eine der 14 Teilnehmerinnen der neunten Staffel bekannt gegeben wurde. In dieser gewann sie vier der insgesamt elf Challenges genannten Haupt-Aufgaben. Dies waren die Produktion einer eigenen, fiktiven Frühstücks-Talkshow, Schauspielern in einem Musical über die Kardashian-Familie, die Produktion einer fiktiven Pilotfolge sowie eine größere Aufgabe bestehend aus einem Schönheitswettbewerb, Kleider-Design und einer Gymnastik-Vorführung. Bei der ersten und dritten Challenge arbeitete sie mit ihrer Mitstreiterin Sasha Velour zusammen, die sich die Siege mit ihr teilte. In der zehnten Folge befand sich Coulée unter den letzten Zwei und musste im Lipsync-Gesang gegen eine andere Teilnehmerin antreten, konnte durch einen Sieg aber ihr vorzeitiges Ausscheiden verhindern. Im Finale traten Couleé und Velour im Lipsync gegeneinander an, den Velour gewann und sich schließlich auch den Gesamtsieg sicherte, was unter den Zuschauern kontrovers diskutiert wurde, da viele der Ansicht waren, dass Coulée dieser zugestanden hätte. Coulée verteidigte Velour nach dem Finale öffentlich, die sie als letztlich beste Teilnehmerin der Staffel bezeichnete.
Im Mai 2020 präsentierte Logo die Teilehmerinnenliste der fünften Staffel von RuPaul's Drag Race All Stars, einem Ableger der Hauptserie für ehemalige Kandidatinnen, unter denen sich auch Coulée befand. Sie gewann zwei der sieben Challenges, dies waren die Komposition und Darbietung eines eigenen Vers innerhalb des Lieds I'm In Love! über einen Schwarm der Kandidatinnen, wobei Coulée über Chadwick Boseman sang, sowie das Improvisationsspiel Snatch Game, bei dem sie Flavor Flav imitierte. Nach ihren Siegen musste sie gegen jeweils eine andere ehemalige Teilnehmerin im Lipsync antreten (die jedoch nicht an der Staffel teilnahm). Da sie beide gewann, musste sie danach auch entscheiden, welche der schwächsten Kandidatinnen der jeweiligen Folgen ausschied. Sie entschied sich für ihre Konkurrentinnen Ongina und India Ferrah. Aufgrund einer Regeländerung mussten ab der fünften Folge bis auf die jeweilige Challenge-Gewinnerin alle Teilnehmerinnen damit rechnen, aus dem Wettbewerb auszuscheiden. Da Couleé nicht ausgewählt wurde, blieb sie im Wettbewerb und erreichte das Finale, das sie für sich entscheiden konnte und somit auch das Preisgeld in Höhe von 100.000 Dollar gewann.

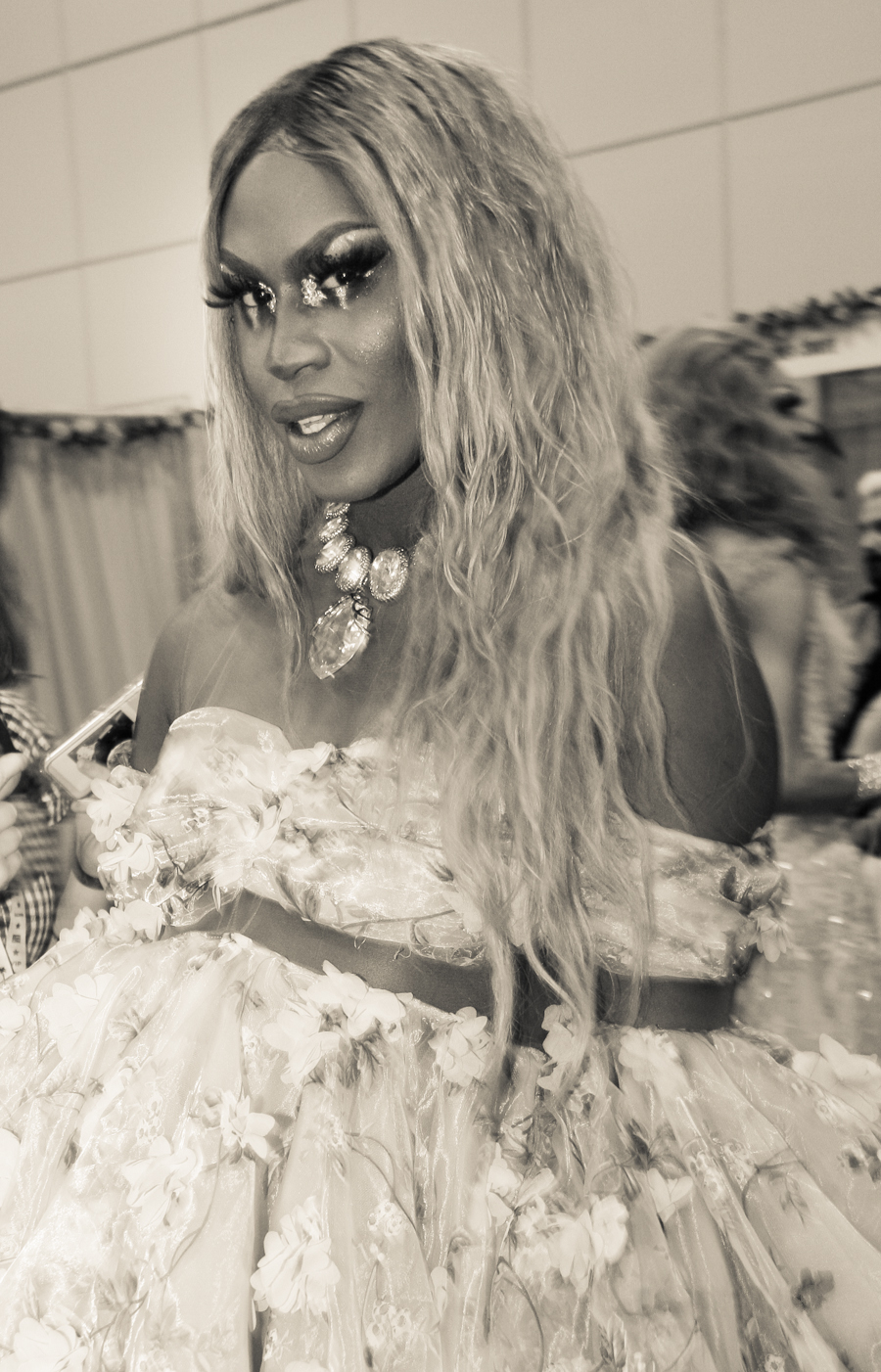
Couleé auf der Dragcon in Los Angeles 2018

Im Juni 2021 spielte Couleé eine Hauptrolle im Fernsehfilm Dragging the Classics: The Brady Bunch. Dieser war ein Remake der bekannten Episode Will the Real Jan Brady Please Stand Up? der Serie Drei Mädchen und drei Jungen (Original The Brady Brunch). Neben anderen Drag Race-Teilnehmerinnen wie Coulée und Del Rio waren in diesem auch die ehemaligen Brady Brunch-Darsteller Barry Williams, Eve Plumb und Susan Olsen sowie RuPaul und die Drag Race-Jurorin Michelle Visage zu sehen.
Am 13. April 2022 wurde Coulée als eine der acht Teilnehmerinnen der siebten Staffel von All Stars angekündigt, an der nur ehemalige Gewinnerinnen teilnahmen. Sie gewann zwei der elf Challenges; dies waren die Komposition eines eigenen Verses für RuPauls Lied Legends sowie eine Varieté-Talentshow, bei der sie einen Lipsync zu ihrem eigenen Lied Your Name darbot. Nach der Verkündung ihrer Siege trat sie gegen die jeweils anderen Challenge-Gewinnerinnen in Lipsync-Duellen an, die sie beide gewann. Aufgrund eines geänderten Bewertungssystems in der Staffel erhielten beide Challenge-Siegerinnen jeweils einen Punkt, während keine der anderen Kandidatinnen ausschied. Dafür musste die Lipsync-Gewinnerin eine andere Teilnehmerin blockieren, die in der darauffolgenden Episode im Fall eines Gewinns keinen Punkt erhielt. Couleé entschied sich, ihre Konkurrentin Trinity the Tuck zu blockieren und erhielt ihrerseits in der zweiten Folge von Jinkx Monsoon einen Block. Da die Talentshow die letzte Challenge war, konnte Couleé keine andere Kandidatin mehr blockieren, sondern erhielt als Preis für ihren Lipsync-Sieg einen Geldbetrag in Höhe von 30.000 Dollar für eine Wohltätigkeitsorganisation ihrer Wahl. Nach der letzten Challenge zog Couleé, da sie für ihren zweiten Sieg drei Sterne erhielt, mit insgesamt vier Sternen schließlich als eine von vier Teilnehmerinnen ins Finale ein. Sie verlor ihr Lipsync-Duell gegen Monsoon und erreichte zusammen mit Trinity the Tuck den dritten Platz.

### Karriere nachDrag Race

#### Drag-Auftritte
Seit ihrer Drag Race-Teilnahme wirkt Couleé zudem zusammen mit anderen ehemaligen Drag Race-Teilnehmerinnen regelmäßig an Drag-Tourneen mit. Von Mai bis Juni 2016 war Couleé Teil der internationalen Drag-Tour Werq the World. Diese wurde von Bianca Del Rio und der Drag Race-Jurorin Michelle Visage moderiert, auf der Bühne standen unter anderem Alyssa Edwards, Shangela Laquifa Wadley, Valentina und Violet Chachki. 2017 und 2018 war Coulée Headlinerin der Vorstellungen War on the Catwalk in San Diego und A Drag Queen Christmas in Denver. Während einer Tournee-Pause im April 2018 wurden Couleé und Farrah Moan an einem Döner-Imbiss in Newcastle von einer Frau zunächst homophob beleidigt und schließlich tätlich angegriffen, blieben aber unverletzt. Im selben Monat trat Couleé mit ihren Kolleginnen Asia O’Hara und Monét X Change in Chicago in der Drag-Show Black Girl Magic von The Vixen auf, an der nur afroamerikanische Dragqueens mitwirken. Zudem arbeiteten Couleé und Moan ebenfalls 2018 anlässlich einer Werbekampagne mit dem YouTuber Manny MUA zusammen. Im November wurde Couleé neben ihren Kolleginnen Detox und Kim Chi für eine Weihnachtskampagne von Lush Retail engagiert.
Von Februar bis März 2019 war Coulée gemeinsam mit anderen Teil der Comedy-Roast-Tour Haters Roast: The Shady Tour. Im März wurde sie als Teilnehmerin der Drag World UK angekündigt, der europaweit größten Drag-Messe in London, die im August stattfand. Im September fungierte sie mit weiteren ehemaligen Kandidatinnen, unter anderem Moan und Velour, auf einer Modenschau für Christina Aguilera als Backgroundtänzerin.
Im Januar 2020 war Couleé auf der ersten RuPaul's DragCon UK in London, einer von RuPaul veranstalteten Messe über Drag-Themen, mit einem Stand vertreten. Im März trat Couleé zusammen mit Bob the Drag Queen, Monique Heart, Peppermint und The Vixen auf der von Bebe Zahara Benet, der ersten Drag Race-Gewinnerin, erdachten Nubia Tour auf. Bei dieser präsentieren afroamerikanische Dragqueens Darbietungen in den Bereichen Gesang, Gruppen-Choreografien, Video-Installationen, Lipsyncs und Performance-Kunst. Die erste Vorstellung in New York City wurde von Kritikern positiv bewertet, die restlichen fanden vor ausverkauften Rängen statt. Aufgrund dieses Erfolgs sollte Nubia auch in Los Angeles und weiteren Großstädten Halt machen, die Tour musste aber wegen der COVID-19-Pandemie vorerst pausieren. Im Oktober 2020 nahmen Couleé, Gigi Goode und Jaida Essence Hall an der Modenschau Savage X Fenty Show Vol. 2 von Rihanna teil.

#### Weitere künstlerische Tätigkeiten
Neben Monét X Change, The Vixen und Dax ExclamationPoint war Couleé eine der Inspirationen für Shade, der ersten Drag-Superheldin aus den Marvel-Comics.
Im Juli 2017 feierte Couleés Kurzfilm Lipstick City über eine Frau, die sich an ihrem untreuen Ehemann rächt, auf YouTube seine Premiere. Couleé spielte in diesem nicht nur die Hauptrolle, sondern führte auch Regie und war Co-Produzentin.
Von April bis Oktober 2018 veröffentlichte Couleé auf ihrem offiziellen YouTube-Kanal eine sechsteilige Webserie mit dem Titel Call Me Couleé, die ihr Leben nach der Drag-Race-Teilnahme dokumentierte. Couleé produziert zudem regelmäßig Video-Tutorials in den Bereichen Make-up und Mode auf ihrem Kanal, die Erwähnung in Publikationen wie der Cosmopolitan finden. Im Oktober 2019 verfasste Couleé einen Artikel für die britische Boulevard-Publikation Metro, in der sie ihre Teilnahme an der neunten Drag Race-Staffel reflektierte und den Kandidatinnen der ersten Staffel des britischen Ablegers Ratschläge gab.
Am 5. Oktober 2020 war Couleé zusammen mit dem Modedesigner Scott Studenberg auf dem Cover der LGBT-Zeitschrift Out zu sehen. Die beiden stellten dabei ein in den Vereinigten Staaten bekanntes Titelbild einer Ausgabe von Vanity Fair aus dem Jahr 1993 nach, auf dem K.d. lang von Cindy Crawford rasiert wird.
Seit Mai 2021 veröffentlicht Couleé einen Podcast, in dem sie mit mehreren Gästen, unter anderem ehemaligen Drag Race-Teilnehmerinnen, über America’s Next Top Model spricht. Sie diskutieren dabei unter anderem über die Bedeutung der Sendung für die LGBT-Gemeinschaft sowie ihren Einfluss auf die Dragkultur.

## Musik
Im April 2017 wirkte Couleé im Musikvideo Too Funky ihrer Kollegin Peppermint als Darstellerin mit, einem Cover des gleichnamigen Lieds von George Michael zu Ehren des im Dezember 2016 verstorbenen Künstlers. Am 22. Juni desselben Jahres veröffentlichte Couleé auf ihrem YouTube-Kanal drei Musikvideos, bei denen sie als Co-Regisseurin fungierte, um ihre erste EP Couleé-D zu bewerben. Diese wurde am Folgetag veröffentlicht, an dem auch das Finale der neunten Staffel von Drag Race stattfand.
Am 18. Mai 2018 gab Couleé eine Wiederveröffentlichung ihres Lieds Creme Brulee samt Musikvideo heraus, welches von Rap-Künstlerinnen wie Lil’ Kim, Nicki Minaj sowie Azealia Banks inspiriert und von Couleé bereits im Jahr 2013 verfasst wurde. Billboard bezeichnete Creme Brulee als bestes Drag-Musikvideo des Jahres 2018. Im September desselben Jahres veröffentlichte Couleé Gasoline, eine Zusammenarbeit mit dem Newcomer Gess, der das Lied auch mit verfasste und -produzierte.
Im März 2019 fungierte Couleé als Darstellerin im Musikvideo Sally Walker von Iggy Azalea. Am 21. Juni desselben Jahres, anlässlich des National Selfie Day, wurde das Lied Double Filter Face von Shawn Hollenback veröffentlicht, auf dem Couleé zu hören war und im dazugehörigen Musikvideo auch mitspielte. Am 15. Juli erschien eine weitere Zusammenarbeit von Couleé und Gess mit dem Titel Rewind, im Folgemonat ein zugehöriges Musikvideo. Das Lied behandelt einen früheren Lebenspartner Couleés, der unter einer bipolaren Störung litt und sich das Leben nahm.

## Aktivismus
Laut Couleé sei es ihr wichtig, mit ihrer Tätigkeit als Dragqueen vor allem queere People of Color zu inspirieren, sich selbst zu akzeptieren sowie ihre persönlichen Pläne zu verwirklichen. Ein Schwerpunkt ihres Aktivismus sei vor allem Gleichheit zwischen verschiedenen Ethnien, insbesondere in der Drag-Gemeinschaft. Im Oktober 2018, anlässlich des Black History Month, interviewte Couleé für die britische Ausgabe der Gay Times ihre afroamerikanische Kollegin The Vixen, die in der zehnten Staffel von Drag Race aufgrund Auseinandersetzungen mit den Teilnehmerinnen Aquaria und Eureka O’Hara Morddrohungen aus Drag Race-Fankreisen erhielt, über Rassismus in den Vereinigten Staaten. In einem anderen Gespräch mit derselben Publikation erläuterte Couleé ihre Ansichten zur Wichtigkeit der Unterstützung nicht-weißer trans Frauen.
2018 warf Couleé dem damaligen US-amerikanischen Präsidenten Donald Trump auf ihrem offiziellen Twitter-Account unter anderem Ignoranz und Inkompetenz vor. Hintergrund war eine damals geplante bundesweite Gesetzesänderung, wonach Personen nur nach ihrem nativ biologischen Geschlecht definiert werden sollen. Auf der DragWorld UK äußerte Couleé 2019 in einem Interview ihren Wunsch nach der Abwahl Trumps im November 2020, damit die Vereinigten Staaten wieder „auf den richtigen Weg“ kommen.  Couleé unterstützte während des Präsidentschafts-Wahlkampfs 2019 die Demokratin Elizabeth Warren, weil diese sich nach ihrer Ansicht für die Gleichheit aller Menschen in den USA und die Rechte der LGBT-Gemeinschaft im Land engagiere. Coulée forderte unter anderem Besucher der RuPaul's DragCon NYC, einer Drag-Messe in New York City, auf, für die Politikerin zu stimmen. Die beiden nahmen zudem gemeinsam an der Pride Parade in Las Vegas teil.
Im Juni 2020 beteiligte sich Couleé zusammen mit Kolleginnen wie Dida Ritz und The Vixen an einem Protestmarsch der Black-Lives-Matter-Bewegung im Schwulenviertel Boystown in Chicago und hielt dort eine Rede gegen landesweite Benachteiligung von Afroamerikanern, White Supremacy sowie weit bis in die Vergangenheit reichenden Rassismus des Stadtbezirks. Im selben Monat, zum 50. Jubiläum der ersten Pride Parade der USA, wurde Couleé von der sich an queere Personen richtenden Online-Publikation Queerty zu einer der 50 Personen ernannt, die das Land in Richtung Gleichheit, Akzeptanz und Würde für alle lenkten.

## Diskografie

### Alben
- 2023: 8

### EPs
- 2017: Couleé-D

### Singles
- 2018: Crème Brûlée
- 2018: Gasoline (mit GESS)
- 2019: Brand New
- 2019: Rewind (mit GESS)
- 2020: Collide (mit GESS, Mykki Blanco)
- 2022: Your Name
- 2022: Let Go
- 2022: Xmas Time
- 2023: Material